# Sucralfat
Sucralfatul este medicament antiulceros, fiind utilizat în tratamentul de scurtă durată al ulcerelor gastroduodenale și esofagiene. Calea de administrare disponibilă este cea orală. Principalul efect advers asociat tratamentului este constipația.

## Farmacologie
Sucralfatul este alcătuit din hidroxid de aluminiu și zaharoză sulfatată și favorizează vindecarea ulcerelor prin mai multe mecanisme de acțiune. Acționează la nivel local; ajungând în mediul acid (pH < 4) reacționează cu acidul clorhidric din stomac și formează un strat vâscos și aderent, capabil să neutralizeze aciditatea. De asemenea, induce protecția fiziologică a mucoasei, legându-se de proteinele de pe mucoasă (precum albumine și fibrinogen) și formând complecși insolubili care acționează ca bariere de protecție ale mucoasei.
S-a demonstrat că sucralfatul stimulează producția de prostaglandină E2, factori de creștere epidermică (EGF), bFGF, și mucus.